# Jean Juvénal des Ursins

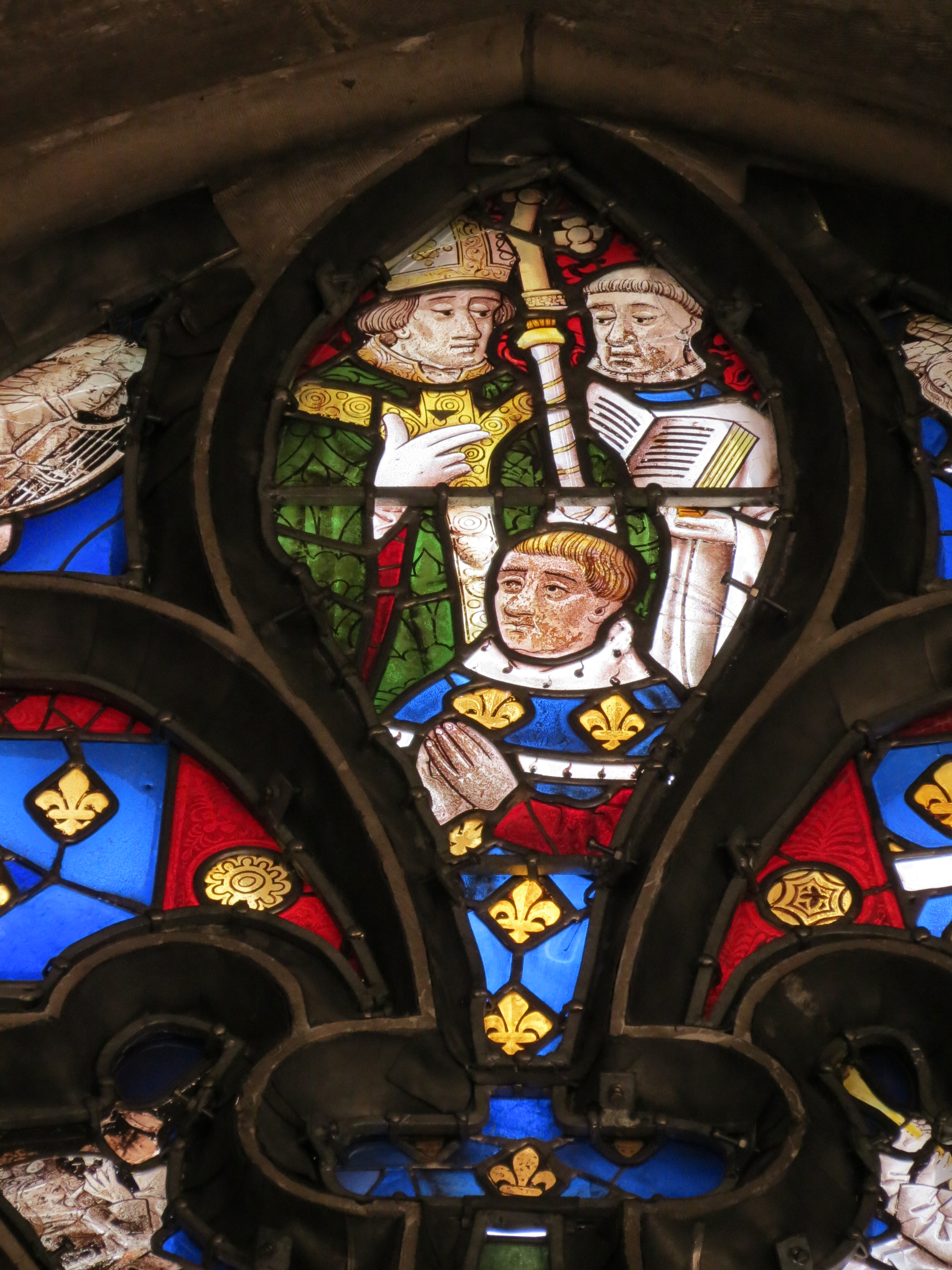
Erzbischof Jean Juvénal des Ursins (li. oben) salbt Ludwig XI. 1461 in Reims zum König (Fenster in der Kathedrale von Évreux)

Jean Juvénal des Ursins (* 13. September 1388; † 14. Juli 1473) war ein französischer Historiker, Diplomat und Bischof. Er war der zweite Sohn von Jean Jouvenel und Michèle de Vitry.
Nach dem Studium beider Rechte (Zivilrecht und Kanonisches Recht) mit anschließender Promotion wurde er 1429 königlicher Anwalt in Parlement von Poitiers. 1432 wurde er Bischof von Beauvais und 1444 Bischof von Laon. Erzbischof von Reims wurde er 1449. Neben einer Histoire de Charles VI, deren Anfang (die Zeit bis 1402) zu den Grandes Chroniques de France gehört, schrieb er eine Vielzahl von politischen Werken von größtem Wert.